# Hennadij Macehora
Hennadij Mykołajowycz Macehora (ukr. Геннадій Миколайович Мацегора, ur. 19 kwietnia 1978, zm. 11 czerwca 2024 w Moskwie) – ukraiński samorządowiec, mer Kupiańska w latach 2020–2022, po rosyjskiej inwazji kolaborujący z władzami okupacyjnymi.
27 lutego 2022 roku zaakceptował rosyjską okupację miasta. Przez następne miesiące aktywnie wspierał Siły Zbrojne Federacji Rosyjskiej oraz organizował okupacyjną administrację lokalną. Od lipca 2022 roku do śmierci przebywał w Rosji, gdzie 7 czerwca 2024 roku został ranny w zamachu przeprowadzonym przez Główny Zarząd Wywiadu Ministerstwa Obrony Ukrainy. Zmarł 11 czerwca w szpitalu w Moskwie w wyniku odniesionych obrażeń.

## Życiorys
Hennadij Macehora urodził się 19 kwietnia 1978 roku.
W 2010 roku został wybrany na radnego kupiańskiej rady miejskiej z prorosyjskiej Partii Regionów. W 2015 roku został radnym charkowskiej rady obwodowej z list Partii Odrodzenia. Od 26 września 2017 roku był także zastępcą mera Kupiańska.
W wyborach w 2020 roku Hennadij Macehora z wynikiem 35,2% zajął pierwsze miejsce w wyborach na mera Kupiańska, startując jako kandydat prorosyjskiej Opozycyjnej Platformy – Za Życie. Drugie miejsce zajął kandydat rządzącej partii Sługa Ludu Wałerij Lubota z wynikiem 19,2% głosów.
Po rozpoczęciu rosyjskiej inwazji 27 lutego 2022 roku Macehora nagrał film, w którym uznał, że Kupiańsk przechodzi pod kontrolę rosyjskiej armii. Dodał, że przedszkola i szkoły wrócą „do normalnego trybu pracy”. Następnego dnia Służba Bezpieczeństwa Ukrainy (SBU) poinformowała o wszczęciu postępowania karnego wobec mera na podstawie  art. 111 ust. 1 (zdrada stanu) oraz art. 110 ust. 2 (naruszenie integralności terytorialnej i nienaruszalności Ukrainy). W czasie trwającej okupacji Macehora zaoferował dowództwu Sił Zbrojnych Federacji Rosyjskiej zapewnienie wsparcia politycznego i materialnego.
W toku śledztwa ustalono, że w czerwcu 2022 roku Macehora podpisał protokół ze spotkania w sprawie utworzenia administracji okupacyjnej w obwodzie charkowskim i wszelkimi możliwymi sposobami wspierał armię rosyjską, co strona ukraińska określiła jako dobrowolną kolaborację. 7 lipca 2022 roku Hennadij Macehora został aresztowany przez władze okupacyjne. Następnie został przewieziony do Starego Oskołu w obwodzie biełgorodzkim w Rosji, gdzie pracował jako dyrektor centrum sportowego. 10 września 2022 roku w wyniku ukraińskiej kontrofensywy w obwodzie charkowskim Kupiańsk został wyzwolony przez Siły Zbrojne Ukrainy.
17 lipca 2023 roku SBU zatrzymała kolaborantkę stojącą na czele wydziału finansów rosyjskiej administracji Kupiańska w czasie okupacji miasta. 21 maja 2024 roku Charkowska Prokuratura Obwodowa skierowała do sądu akt oskarżenia w sprawie zdrady stanu przez mera.
8 czerwca 2024 roku Główny Zarząd Wywiadu Ministerstwa Obrony Ukrainy poinformował o dokonaniu zamachu na Macehorę przed jego domem w Starym Oskole. Według ukraińskiego wywiadu stan kolaboranta był krytyczny. 11 czerwca 2024 roku Hennadij Macehora zmarł w szpitalu w Moskwie, gdzie został przetransportowany po zamachu.